# Lissotrachelus ater
Lissotrachelus ater är en insektsart som beskrevs av Brunner von Wattenwyl 1893. Lissotrachelus ater ingår i släktet Lissotrachelus och familjen syrsor. Inga underarter finns listade i Catalogue of Life.